# Simon Cruz
Simon Cruz var en rollfigur skapad av Simon Söderström, född 26 juli 1979, för bandet Crashdiet och figurerade som svensk sleaze-/glam metal-sångare och gitarrist i rollen som delvis var baserad på hans egen livshistoria. År 2009 blev han medlem i det svenska sleazerock-bandet Crashdïet. Tidigare har Simon Söderström medverkat i andra rockband som Foxey, Jailbait och Septauginta med eller utan rollfigur. Han studerade på scenskola i London (School of Creative Ministries 2002) och framträdde sedan i div. teateruppsättningar där. Musikaliskt sett var han från början gitarrist men sedan tog sången över och han medverkade även på gitarr i vissa av Crashdïets gemensamma låtar.
När Crashdïets originalsångare Dave Lepard avled i januari 2006 tänkte först bandet inte fortsätta, men då de senare bestämde att de skulle göra det företog de en audition för olika tänkbara sångare. De hade då kontakt med Simon men han var starkt involverad i sitt tidigare band Foxey och inte kom på audition. Bandet tog in H. Olliver Twisted. 
När Twisted 2008 lämnade Crashdïet kontaktade Simon gitarristen i bandet och det resulterade i att Simon tog rollen som Simon Cruz från 2009.
Cruz medverkar som låtskrivare och sångare på Crashdïets tredje album Generation Wild, samt fjärde, The Savage Playground. Den 26 februari 2015 meddelade övriga bandmedlemmar att Simon Cruz hade lämnat Crashdïet.
Den 5 mars 2015 publicerades texten "Cruzifiction" som slutade med att Simon Cruz förklarades död. 